# Giovinezza (film 1952)
Giovinezza è un film del 1952 diretto da Giorgio Pàstina.

## Trama
Mario è innamorato di Anna, ma il padre di lei, che è un brigadiere, ostacola il loro amore ritenendo il ragazzo un buono a nulla.
Una sera Mario incontra in un night club una sua ex fiamma di nome Irene: tra i due si riaccende subito la passione.
Dopo aver sprecato con la ragazza tutti i propri risparmi, Mario si rivolge all'usuraio Cesare per un piccolo prestito; l'uomo accetta ma alla seconda richiesta di Mario gli detta delle condizioni: Mario dovrà guidare un camioncino che trasporta pacchetti di sigarette illegali.
Ma il padre lo scopre e allontana Mario da sor Cesare, prendendosi tutte le responsabilità denunciando l'uomo alla questura.
In seguito Mario si riappacificherà con il suo vero amore Anna e tra le due famiglie regnerà la pace.

## Produzione
Il film è stato girato negli studi di Cinecittà, per le vie di Roma e in alcuni luoghi del Lazio. La scena in cui Mario beve in un bar è stata girata in una locanda di Torpignattara.